# Jean Fontenay
Jean Fontenay (Hirel, 23 de juliol de 1911 – Saint-Malo, 21 de maig de 1975), nascut Fontenat, va ser un ciclista francès que fou professional entre 1934 i 1939 i un cop finalitzada la guerra el 1947. El seu principal èxit esportiu fou vestir el mallot groc del Tour de França durant 2 etapes en l'edició de 1939.
Jean Fontenay tenia dos germans que també foren ciclistes: Joseph, professional de 1930 a 1931; i Léon, professional el 1937.

## Palmarès
- 1935
  - 1r al Gran Premi Wolber
  - Vencedor d'una etapa del Tour de l'Oest
- 1936
  - Vencedor d'una etapa de la París-Niça
- 1938
  - 1r a Manche-Océan

### Resultats al Tour de França
- 1931. Abandona (3a etapa)
- 1935. 25è de la classificació general
- 1938. 24è de la classificació general
- 1939. 42è de la classificació general. Portador del mallot groc durant 2 etapes